# Ciencias sociales
Las ciencias sociales son las ramas de la ciencia relacionadas con la sociedad y el comportamiento humano. Se las distingue de las ciencias naturales y de las ciencias formales. Además, es una denominación genérica para las disciplinas y campos del saber que analizan y tratan distintos aspectos de las relaciones sociales y los grupos de personas que componen la sociedad. Éstas se ocupan tanto de sus manifestaciones materiales como de las inmateriales. Otras denominaciones confluyentes o diferenciadas, según la intención de quien las utiliza, son las de ciencias humanas, humanidades o letras. También se utilizan distintas combinaciones de esos términos, como la de «ciencias humanas y sociales».
Las ciencias sociales estudian el origen del comportamiento individual y colectivo, buscando comprender y explicar regularidades y particularidades que se expresan en el conjunto de las instituciones humanas.

## Historia
Las ciencias sociales tienen sus raíces en la filosofía antigua. En la Edad Antigua no había diferencia entre las matemáticas y el estudio de la historia, la poesía o la política. Durante la Edad Media, la civilización islámica hizo importantes contribuciones a las ciencias sociales. Ésta unidad de ciencia como restos descriptivos y razonamiento deductivo de axiomas crearon un marco científico.
La Ilustración vio una revolución la cual fue denominada filosofía natural, con la que se modificó el marco básico por el cual los individuos entendían lo que era «científico». En algunos sectores, el avance reciente de los estudios matemáticos presumía una realidad independiente del observador y que funcionaba por sus propias normas. Las ciencias sociales provienen de la Filosofía Moral de la época y estuvieron influenciadas por la Era de las revoluciones, tales como la Revolución industrial y la Revolución francesa. Las ciencias sociales desarrolladas a partir de las ciencias (experimentales y aplicadas), o el conocimiento de base sistemático o prácticas prescriptivas, relaciones con el progreso social de un grupo de entidades interactuantes.
Los inicios de las ciencias sociales en el siglo XVIII están reflejados en la Enciclopedia de Diderot, con artículos de Rousseau y otros enciclopedistas. El crecimiento de las ciencias sociales también fue mostrado en otras enciclopedias especializadas. En el período moderno, el término «ciencias sociales» fue inicialmente utilizado como un campo conceptual distinto. Las ciencias sociales fueron influenciadas por el positivismo, que se centraba en el conocimiento basado en la experiencia real, mientras que la especulación metafísica fue eliminada. Auguste Comte usó el término «ciencia social» para describir el campo, tomado de las ideas de Charles Fourier; Comte también se refiere al campo de la «física social».
Después de este período, hubo cinco vías de desarrollo que surgieron en las ciencias sociales, influenciadas por Comte y otros campos. Una de ellas fue la investigación social, por la cual se llevaron a cabo grandes muestras estadísticas en varias partes de Estados Unidos y Europa. Otro camino fue iniciado por Émile Durkheim, quien estudió los «hechos sociales», y por Vilfredo Pareto que introdujo ideas metateóricas y teorías individuales. Un tercer camino, desarrollado por Max Weber, surgió de la dicotomía metodológica, en donde se identificaba y entendía el fenómeno social. La cuarta ruta se fundamentó en la economía, desarrolló y promovió el conocimiento económico como el propio de una ciencia dura. La última vía fue la correlación de conocimiento y valores sociales; Weber demandó firmemente esta distinción. En esta vía, la teoría (descripción) y la prescripción eran discusiones formales no sobrepuestas de un tema.
Para el inicio del siglo XX, la filosofía ilustrada había sido desafiada en varios frentes. Después de la utilización de las teorías clásicas desde el final de la Revolución Científica, diversos campos sustituyeron los estudios matemáticos por estudios experimentales y analizaron ecuaciones para construir una estructura teórica. El desarrollo de subcampos de las ciencias sociales se hizo muy cuantitativa en la metodología. Por el contrario, el carácter inter y transdisciplinar de la investigación científica en el comportamiento humano y los factores sociales y ambientales que la afectaban hizo que muchas de las ciencias naturales se interesaran en algunos aspectos de la metodología de las ciencias sociales. Ejemplos de una frontera borrosa incluyen disciplinas emergentes, como la medicina, sociobiología, neuropsicología, bioeconomía e historia y sociología de la ciencia. Cada vez más, la investigación cuantitativa y los métodos cualitativos están siendo integrados en el estudio de la acción humana y sus implicancias y consecuencias. En la primera mitad del siglo XX, la estadística se convirtió en una disciplina independiente de matemática aplicada, por lo que los métodos estadísticos cobraron mayor confiabilidad.
En el período contemporáneo, Karl Popper y Talcott Parsons influyeron en la promoción de las ciencias sociales. Los investigadores continúan en busca de un consenso unificado sobre qué metodología tendrá el poder y refinamiento de conectar una «gran teoría» propuesta con las múltiples teorías de medio rango que siguen proveyendo con considerable éxito marcos utilizables para bases de datos masivos y crecientes (véase consiliencia); sin embargo, en la actualidad, los distintos ámbitos de las ciencias sociales evolucionan en una variedad de formas, aumentando el conocimiento general de la sociedad. Las ciencias sociales en el futuro previsible estarán compuestas de diferentes áreas de investigación de campo.
Históricamente, las ciencias sociales han sido mucho menos financiadas que las ciencias naturales. Por ejemplo, se estima que solamente un 0,12 % de toda la financiación destinada a investigaciones relacionadas con el clima se invierte en la investigación social de la lucha contra el cambio climático. Algunos expertos han resaltado esto como una distribución de recursos extremadamente ineficiente, pues el problema más urgente actualmente es pensar cómo modificar los comportamientos humanos para evitar el cambio climático, mientras que nuestro conocimiento del cambio climático como fenómeno natural está ya muy bien establecido.
No obstante, el nivel de atención y financiación que acaparan las ciencias sociales varía por países. Por ejemplo, el desarrollo de las ciencias sociales puede venir determinado por su interrelación con fenómenos políticos nacionales. En el caso de Brasil, la institucionalización de las ciencias sociales tuvo lugar en un contexto político en que el Estado debía afrontar el reto de afianzar su poder sobre el territorio, y el campo de las ciencias sociales se comprendió como un campo científico pero también como un campo político que debería contribuir a la construcción de la nueva nación. Esta necesidad se acentuó a partir de la revolución de 1932, tras la cual se fundó la USP —la universidad más grande de América Latina. A su vez, este desarrollo llevó a la creación de programas académicos y la constitución de asociaciones nacionales en los campos de la antropología, la sociología y la ciencia política.

## Características
Las ciencias sociales presentan problemas metodológicos y epistemológicos propios, diferentes de los que aparecen en las ciencias naturales. Sin embargo, en ciencias sociales históricamente ha existido mayor discusión respecto a qué constituye genuinamente una ciencia social y qué no. De hecho, algunos estudios o disciplinas sociales, si bien involucran razonamientos y discusión racional, no se consideran propiamente ciencias sociales.

### Metodología
La metodología en las ciencias sociales es el conjunto de procedimientos que se utiliza con el objetivo de obtener conocimiento científico de los hechos sociales. Abarca una serie de procedimientos de recogida de datos, cuya naturaleza condiciona también los métodos de análisis. 
La investigación social permite obtener nuevos conocimientos (investigación básica) o estudiar una situación social para diagnosticar necesidades y problemas a los efectos de aplicar los conocimientos con finalidades prácticas (investigación aplicada). Se emplean la observación y la experimentación comunes en otras ciencias, pero gozan de mayor extensión otros procedimientos más específicos como las encuestas, la documentación (trabajo en biblioteca u otro centro de documentación), el análisis estadístico de datos secundarios y los métodos cualitativos.
Las metodologías de investigación social se pueden clasificar en cuantitativas y cualitativas. Si bien son diferentes en muchos aspectos, ambos abordajes implican una interacción sistemática entre teoría y datos. La elección de metodologías en ciencias sociales está relacionada con los fundamentos de las ciencias sociales y las peculiaridades que presentan en relación con otras ciencias.

### Epistemología
Las ciencias sociales buscan, desde sus inicios, llegar a una etapa verdaderamente científica, logrando cierta independencia respecto del método prevaleciente en la filosofía. En esta coexisten posturas opuestas respecto de algún aspecto de la realidad, mientras que en las ciencias exactas, ello no es posible. De ahí que las ramas humanistas de la ciencia deberían tratar de imitar, al menos en este aspecto, a las ciencias exactas. William James expresaba, a finales del siglo XIX: «Una serie de meros hechos, pequeños diálogos y altercados sobre opiniones; parcas clasificaciones y generalizaciones en un plano meramente descriptivo … pero ni una sola ley como la que nos proporciona la física; ni una sola proposición de la cual pueda deducirse casualmente consecuencia alguna … Esto no es ciencia, es solamente un proyecto de ciencia».
Recordemos que toda ciencia debe establecer descripciones objetivas basadas en aspectos observables, y por tanto verificables, de la realidad. Las leyes que la han de constituir consistirán en vínculos causales existentes entre las variables intervinientes en la descripción. Además, el conocimiento deberá estar organizado en una forma axiomática, en forma similar a la ética establecida por Baruch de Spinoza. Tal tipo de organización no garantiza la veracidad de una descripción, sino que constituirá un requisito necesario para que las ciencias sociales adquieran el carácter científico que tanto se busca.
Mario Bunge escribió: «De los investigadores científicos se espera que se guíen por el método científico, que se reduce a la siguiente sucesión de pasos: conocimiento previo, problema, candidato a la solución (hipótesis, diseño experimental o técnica), prueba, evaluación del candidato, revisión final de uno u otro candidato a la solución, examinando el procedimiento, el conocimiento previo e incluso el problema».
«La verificación de las proposiciones consiste en someterlas a prueba para comprobar su coherencia y su verdad, la que a menudo resulta ser solo aproximada. Esa prueba puede ser conceptual, empírica o ambas cosas. Ningún elemento, excepto las convenciones y las fórmulas matemáticas, se considera exento de las pruebas empíricas. Tampoco hay ciencia alguna sin éstas, o ninguna en que estén ausentes la búsqueda y la utilización de pautas».
«Según lo estimo, la descripción sumaria antes mencionada es válida para todas las ciencias, independientemente de las diferencias de objetos, técnicas especiales o grados de progreso. Se ajusta a las ciencias sociales como la sociología, lo mismo que a las ciencias biosociales como la psicología o a la antropología, y a las naturales como la biología. Si una disciplina no emplea el método científico o si no busca o utiliza regularidades, es protocientífica, no científica o pseudocientífica».
En el centro de este debate sobre la capacidad de las ciencias sociales para emular las ciencias naturales está el concepto de «recursividad», que se refiere a la situación en que los científicos sociales se encuentran al intentar producir conocimiento acerca de un mundo del que ellos mismos son parte. Según Audrey Alejandro, «Como científicos sociales, la recursividad de nuestra condición alude al hecho de que somos a la vez sujetos (pues el discurso es el medio por el cual analizamos) y objetos de los discursos académicos que producimos (pues somos agantes sociales dentro del mundo que analizamos).» Desde esta premisa, identifica en la recursividad un reto fundamental en la producción de conocimiento que requiere de nosotros un ejercicio de reflexividad:

estamos socializados en discursos y predisposiciones producto del orden sociopolítico que aspiramos a transformar (un orden sociopolítico que podemos, por tanto, reproducir de manera inconsciente aun teniendo el objetivo opuesto). La recursividad de nuestra posición como académicos y más específicamente, el hecho de que las herramientas que usamos para producir conocimiento sobre el mundo son a su vez producidas por este mundo— evidencia la necesidad crítica de implementar la práctica reflexiva y presenta el principal reto a la hora de hacerlo.

### Interdisciplinariedad
En la actualidad, existen críticas a la creciente especialización y escasa intercomunicación entre las ciencias sociales. Esto iría en menoscabo de un análisis global de la sociedad (ver Wallerstein 1996).
En la Encyclopedia of Sociology (Borgata y Mantgomery 2000), estudia este tema: La Sociología está poco relacionada con la Psicología social, con la Historia social, con la Geografía humana, con la Política pero debería estarlo más; si está más relacionada con la Antropología cultural, con la Ecología humana, con la Demografía, con el Urbanismo, con la Estadística y con la Filosofía. Dichas relaciones no son en su totalidad, sino en partes o sectores de cada disciplina. La Sociología es la asignatura más abierta a otras aportaciones del resto de las Ciencias sociales y esto lo deducen de las recopilaciones de índices de citaciones en artículos y libros.
El proceso es que en las zonas fronterizas se van creando híbridos y esto es lo que les da coherencia a las necesarias interdependencias o prestaciones. La escasa intercomunicación entre disciplinas aún es más manifiesta entre científicos sociales de los diferentes países, que citan solamente a los de su entorno cultural, o su propio país, y principalmente a los clásicos, cuando de hecho los grupos latinoamericano, europeo y japonés, supera en bibliografía al grupo inglés-estadounidense. La transdisciplinariedad es la apuesta que emerge de esta insuficiencia de las disciplinas y lo interdisciplinar.

## Áreas y disciplinas
En general, existe un acuerdo no tan razonable sobre qué disciplinas deben ser consideradas parte de las ciencias sociales y también de las ciencias naturales, aunque la división tradicional entre ambas es dudosa en el caso de algunas. Por ejemplo, si bien la lingüística había sido considerada casi universalmente una ciencia social, el enfoque moderno iniciado con la gramática generativa de Noam Chomsky sugiere que la lingüística no trata tanto de la interacción social sino que debe ser vista como una parte de la psicología o la biología evolutiva, ya que en el funcionamiento de las lenguas y en su evolución temporal la conciencia de los hablantes o sus representaciones psicológicas no parecen desempeñar ningún papel. Por eso mismo, algunos autores han llegado a considerar que las lenguas son un objeto natural que se genera espontáneamente y no por la intención deliberada de los seres humanos.

### Antropología
La antropología  es la ciencia que estudia al ser humano de una forma integral, en sus características físicas como animales y de su cultura. Para abarcar la materia de su estudio, la antropología recurre a herramientas y conocimientos producidos por las ciencias sociales y las ciencias naturales. La aspiración de la disciplina antropológica es producir conocimiento sobre el ser humano en diversas esferas, intentando abarcar tanto las estructuras sociales de la actualidad, la evolución biológica de nuestra especie, el desarrollo y los modos de vida de pueblos que han desaparecido y la diversidad de expresiones culturales y lingüísticas que caracterizan a la humanidad.
Las facetas diversas del ser humano llevaron a una especialización de los campos de la antropología. Cada uno de los campos de estudio del ser humano implicó el desarrollo de disciplinas que mantienen constante diálogo entre ellas. Se trata de la antropología física, la arqueología, la lingüística y la antropología social. Con mucha frecuencia, el término «antropología» solo se aplica a esta última, que a su vez se ha diversificado en numerosas ramas, dependiendo de la orientación teórica, la materia de su estudio o bien, como resultado de la interacción entre la antropología social y otras disciplinas.
La antropología se constituyó como disciplina independiente durante la segunda mitad del siglo XIX. Uno de los factores que favoreció su aparición fue la difusión de la teoría de la evolución, que en el campo de los estudios sobre la sociedad dio origen al evolucionismo social, entre cuyos principales autores se encuentra Herbert Spencer. Los primeros antropólogos pensaban que así como las especies evolucionaban de organismos sencillos a otros más complejos, las sociedades y las culturas de los humanos debían seguir el mismo proceso de evolución hasta producir estructuras complejas como su propia sociedad. Varios de los antropólogos pioneros eran abogados de profesión, de modo que las cuestiones jurídicas aparecieron frecuentemente como tema central de sus obras. A esta época corresponde el descubrimiento de los sistemas de parentesco por parte de Lewis Henry Morgan.
Desde el final del siglo XIX el enfoque adoptado por los primeros antropólogos fue puesto en tela de juicio por las siguientes generaciones. Después de la crítica de Franz Boas a la antropología evolucionista del siglo XIX, la mayor parte de las teorías producidas por los antropólogos de la primera generación se considera obsoleta. A partir de entonces, la antropología vio la aparición de varias corrientes durante el siglo XIX y el XX, entre ellas la escuela culturalista de Estados Unidos, el estructural-funcionalismo, el estructuralismo antropológico, la antropología marxista, el procesualismo, el indigenismo, etc.

### Demografía
La demografía (del griego δήμος dēmos ‘pueblo’ y γραφία grafía ‘trazo, descripción’ –estudio de la población) es una ciencia que estudia estadísticamente las poblaciones humanas; su dimensión, estructura, evolución y características generales, así como los procesos concretos que determinan su formación, conservación y desaparición. Tales procesos son los de fecundidad y migración: emigración e inmigración. La variedad de combinaciones de estos fenómenos, interdependientes entre sí, supone la velocidad de las modificaciones de la población, tanto en sus dimensiones numéricas como en su estructura poblacional.

### Economía
La ciencia económica (del griego οἶκος, oîkos, «casa»; y νομός nomós, «regla», «ley» o «prescripción»; es decir, «administración de la casa») es la ciencia social que estudia la manera en que los agentes deciden asignar recursos limitados y cómo esas decisiones
afectan a la sociedad. La ciencia económica se divide en dos grandes ramas, por un lado la microeconomía que estudia el comportamiento de los agentes económicos individuales y, por otro la macroeconomía que estudia todas las interacciones entre agentes individuales como un conjunto global.
Los economistas son los científicos sociales encargados de su estudio, para lo cual, utilizan el método científico para formular y probar hipótesis, concebir teorías y construir modelos económicos parciales y generales que puedan explicar el comportamiento económico de los agentes y las sociedades; así mismo, tales conocimientos se suelen aplicar para la solución de problemas económicos mediante la formulación, ejecución y evaluación de políticas económicas, mediante la construcción de sistemas de incentivos económicos para la mejora del funcionamiento de las instituciones públicas y las empresas, además de servir como criterio principal en la toma de decisiones económicas de los negocios. Para su estudio científico y aplicación, se utilizan herramientas de análisis como la estadística, la econometría, la ciencia de datos, y la computación científica.
La ciencia económica es una ciencia del comportamiento, ya que la economía es una actividad natural del ser humano que deriva en buena medida de su comportamiento gregario, tal como se aprecia en otros animales que exhiben el mismo tipo de conducta como las hormigas o las abejas que entre sus individuos presentan una división de tareas muy específica, lo cual tiene como único fin asegurar la supervivencia de las complejas colonias que forman en sus hormigueros y colmenas respectivamente. Independientemente de si se hace referencia a la economía de una ciudad, de un país o a la del mundo, la economía es simplemente un grupo de personas interactuando cotidianamente entre sí. El comportamiento de una economía refleja el comportamiento de sus individuos. Los fenómenos económicos se explican por la presencia de la actividad humana, ya que son los actos humanos los que dan sentido económico al mundo real de las cosas que nos rodean.

### Geografía
La geografía humana constituye la segunda gran división de la geografía general. Como disciplina se encarga de estudiar las sociedades desde una perspectiva espacial, la relación entre estas sociedades y el medio físico en el que habitan, así como los paisajes culturales y las regiones humanas que éstas construyen. Según esta idea, la geografía humana podría considerarse como una geografía regional de las sociedades humanas, un estudio de las actividades humanas desde un punto de vista espacial, una ecología humana y una ciencia de los paisajes culturales. Analiza la desigual distribución de la población sobre la superficie terrestre, las causas de dicha distribución y sus consecuencias políticas, sociales, económicas, demográficas y culturales en relación con los recursos existentes o potenciales del medio geográfico a distintas escalas.
Parte de la premisa de que el ser humano siempre forma parte de agrupaciones sociales amplias. Estas sociedades crean un entorno social y físico mediante procesos de transformación de sus propias estructuras sociales y de la superficie terrestre en la que se asientan. Su accionar modifica ambos aspectos en función de las necesidades e intereses que los agentes sociales que las forman, especialmente de los agentes sociales dominantes. Estas transformaciones se deben a procesos económicos, políticos, culturales, demográficos, etc.
El conocimiento de estos sistemas geográficos formados por la sociedad y su medio físico (regiones humanas, paisajes culturales, territorios, etc.), es el objeto de estudio de la geografía humana. Podemos considerar como iniciador de la geografía humana a Elisée Reclus en Francia, teniendo como antecedente la obra de Karl Ritter en Alemania.

### Historia
La historia es la narración de los sucesos del pasado; generalmente los de la humanidad, aunque, también puede no estar centrada en el humano. Hay quien más breve y concisamente afirma que la historia es el conocimiento del pasado humano. Asimismo, es una disciplina académica que estudia dichos acontecimientos. A la ciencia o disciplina académica también se le denomina historiografía para distinguirla de la historia entendida como los hechos objetivos sucedidos. Es una ciencia social debido a su clasificación y método; pero, si no se centra en el humano, puede ser considerada como una ciencia natural, especialmente en un marco de la interdisciplinariedad; de cualquier forma, forma parte de la clasificación de la ciencia que engloba las anteriores dos, es decir, una ciencia fáctica (también llamada factual).
Su propósito es averiguar los hechos y procesos que ocurrieron y se desarrollaron en el pasado e interpretarlos ateniéndose a criterios de la mayor objetividad posible; aunque la posibilidad de cumplimiento de tales propósitos y el grado en que sean posibles son en sí mismos objetos de estudio de la historiología o teoría de la historia, como epistemología o conocimiento científico de la historia.[cita requerida]

### Lingüística
La lingüística (del francés linguistique; este de linguiste ‘lingüista’ y aquel del latín lingua ‘lengua’) es el estudio científico del origen, la evolución y la estructura del lenguaje, a fin de deducir las leyes que rigen las lenguas (antiguas y modernas). Así, la lingüística estudia las estructuras fundamentales del lenguaje humano, sus variaciones a través de todas las familias de lenguas (las cuales también identifica y clasifica), y las condiciones que hacen posible la comprensión y la comunicación por medio de la lengua natural (esto último es particularmente cierto en el enfoque generativista).

### Psicología
La psicología (del griego clásico ψυχή, transliterado psykhé ‘psique, alma, actividad mental’ y λογία logía  ‘tratado, estudio’) es, a la vez, una ciencia, disciplina académica y profesión que trata el estudio y el análisis de la conducta y los procesos mentales de los individuos y de grupos humanos en distintas situaciones, cuyo campo de estudio abarca todos los aspectos de la experiencia humana y lo hace para fines tanto de investigación como docentes y laborales, entre otros. 
Hoy en día, la psicología no es una ciencia unitaria, pues existen diversas perspectivas psicológicas, que se corresponden con enfoques, corrientes o escuelas, cada una de las cuales posee sus propios sistemas conceptuales y metodológicos. Entre ellas, puede haber coincidencias o, por el contrario, claras incompatibilidades; esta variedad da pie a múltiples acepciones y abordajes. Algunas corrientes se definen a sí mismas de modo excluyente, es decir, como la única vía para alcanzar un conocimiento sólido o científico y una intervención eficaz en psicología (por ejemplo, el conductismo watsoniano o el psicoanálisis freudiano), aunque con el tiempo, sus seguidores se han ido tornando cada vez más permeables a las influencias de otras escuelas. Por su parte, enfoques como en el humanismo consideran que el método científico no es adecuado para investigar la conducta; otros, como el conductismo, lo emplean para comportamientos observables que pueden ser objetivamente medidos. Finalmente, hay corrientes —como la psicología aplicada o las terapias cognitivo-conductuales— que integran diversos elementos de otras escuelas en la medida en que resultan útiles para sus fines, generalmente, la intervención (clínica, educativa, en organizaciones, etc.).
Por medio de sus diversos enfoques, la psicología explora conceptos como la percepción, la atención, la motivación, la emoción, el funcionamiento del cerebro, la inteligencia, el pensamiento, la personalidad, las relaciones personales, la conciencia y la inconsciencia. La psicología emplea métodos empíricos cuantitativos y cualitativos de investigación para analizar el comportamiento. También se pueden encontrar, especialmente en el ámbito clínico o de consultoría, otro tipo de métodos cualitativos y mixtos. Mientras que el conocimiento psicológico es empleado frecuentemente en la evaluación o tratamiento de las psicopatologías, en las últimas décadas los psicólogos también están siendo empleados en los departamentos de recursos humanos de las organizaciones, en áreas relacionadas con el desarrollo infantil y del envejecimiento, los deportes, los medios de comunicación, el mundo del derecho y las ciencias forenses. Aunque la mayor parte de los psicólogos están involucrados profesionalmente en actividades terapéuticas (clínica, consultoría, educación), una parte también se dedica a la investigación, desde las universidades, sobre un amplio rango de temas relacionados con el comportamiento y el pensamiento humano.

### Semiología
La semiótica (del griego antiguo σημειωτικός sēmeiōtikós) o semiología es el estudio de los símbolos y los signos, es decir, el estudio de la semiosis. Un signo es cualquier cosa que comunique un mensaje, para ser interpretado por un receptor. Es una rama de la filosofía que trata de los sistemas de comunicación dentro de las sociedades humanas, estudiando las propiedades generales de los sistemas de signos, como base para la comprensión de toda actividad humana. Aquí, se entiende por signo un objeto o evento presente que está en lugar de otro objeto o evento ausente, en virtud de un cierto código.
Semiótica significa estudio sistemático de los signos y se aplica a un campo particular de estudio, se da con el filósofo suizo Saussure. Aunque la semiótica se compagina con el término estructuralista, este último puede o no considerarse como un sistema de signos, mientras que la semiótica aplica métodos estructuralistas.
Charles Sanders Peirce fue el fundador estadounidense de la semiótica y distinguió entre tres clases de signos: «icónico» (dónde el signo se parece a aquello a lo que representa), «indéxico» (dónde el signo de alguna manera se asocia con aquello de lo cual es signo) y «simbólico» (dónde el signo solo es un eslabón arbitrario). Existen muchas más clasificaciones, como la «denotación» (lo que el signo significa), la «connotación» (otros signos asociados con él), «pragmático» (signos entre los cuales uno puede representar al otro) y «sintagmatico» (dónde los signos se eslabonan para formar una cadena) (Eagleton, 1994). La semiótica distingue entre la denotación y la connotación; entre claves o códigos y los mensajes que transmiten, así como entre lo paradigmático y lo sintagmático (Eagleton, 1994).

### Sociología
La sociología es la ciencia social que se encarga del análisis de la sociedad humana o población global. De manera sucinta se puede decir que esta estudia la sociedad humana, a los grupos humanos y las relaciones que forman la sociedad. Ello significa que la sociología analiza las relaciones (de producción, distribución, consumo, solidaridad, división del trabajo, etc.) que se establecen entre esos grupos humanos (la familia, los clubes, las pandillas,las asociaciones, las instituciones, etc.). En general pretende dar cuenta de las interacciones sociales, las instituciones, la producción y las formas de sociedades existentes.
En la sociología se utilizan metodologías de investigación interdisciplinarias para el análisis e interpretación, desde diversas perspectivas teóricas, de las causas y significados que motivan la aparición de diversas tendencias de comportamiento social. Mientras algunos sociólogos realizan investigaciones que pueden aplicarse directamente a la política social y el bienestar, otros se centran en refinar la comprensión de los procesos sociales. Abarca desde el nivel de microsociología de la interacción y las organizaciones, hasta el nivel macro de los sistemas y la estructura social.
Los diferentes enfoques tradicionales de la sociología incluyen estratificación social, clase social, movilidad social, religión, derecho y desviación social. Como todas las esferas de la actividad humana se ven afectadas por la interacción entre la estructura social y la agencia individual, la sociología ha ampliado gradualmente su enfoque a otros temas, como ambiente, salud, economía, instituciones penales, Internet, educación y el conocimiento científico, la criminología, entre otros.
Los orígenes de la sociología están asociados a los nombres de Alexis de Tocqueville, Ibn Jaldún, Karl Marx, Henri de Saint-Simon, Auguste Comte, Herbert Spencer, Émile Durkheim, Georg Simmel, Ferdinand Tönnies, Vilfredo Pareto, Max Weber, Alfred Schütz, Harriet Martineau, Jane Addams, Anna J. Cooper, Ida Wells-Barnett,Charlotte Perkins Gilman, Beatrice Webb y Marianne Weber.

## Disciplinas conectadas con las ciencias sociales
Existe un conjunto de Tecnologías sociales, a veces llamadas impropiamente «ciencias sociales aplicadas», que hacen un uso importante de desarrollos de las ciencias sociales propiamente dichas y de otras tecnologías sociales, para tratar de ordenar o mejorar procesos organizativos o enseñanza. Estas disciplinas científicas utilizan el conocimiento de las ciencias sociales, y a su vez desarrollan conocimiento científico propio utilizando para esto el método científico; es decir su conocimiento es científico, desarrollan conocimiento científico, pero no es ciencia ya que, el fin que persiguen es aplicar el conocimiento a la realidad por medio de la Técnica para transformarla y no obtener conocimiento en sí mismo por el mero hecho de conocer la realidad:
- Administración
- Contabilidad
- Comunicación
- Derecho
- Diseño
- Economía social y finanzas éticas
- Educación
- Interacción persona-computadora
- Pedagogía
- Psiquiatría
- Relaciones Internacionales
- Traductología
- Urbanismo

La relación de estas disciplinas con las ciencias sociales es similar a la que existe entre la ingeniería o Medicina y las ciencias naturales. Si bien la ingeniería hace uso de métodos objetivos y puede servirse de experimentación guiada por el método científico, su objetivo primordial no es adquirir nuevos conocimientos o investigar problemas científicos, sino encontrar la mejor manera de aprovechar principios y conocimientos científicos para resolver problemas prácticos.

## Disciplinas técnicas
Estas disciplinas son eminentemente técnicas, pueden ser científicas, es decir basadas en ciencias y tecnologías, sobre todo esta última aplicada a distintos ámbitos, situaciones y objetos de estudio.
- Arquitectura
- Biblioteconomía
- Criminología
- Didáctica
- Diseño gráfico
- Diseño industrial
- Educación social
- Ergonomía
- Filología
- Periodismo
- Publicidad
- Relaciones Públicas
- Trabajo social

## Educación y grados
La mayoría de universidades ofrecen grados en campos de las ciencias sociales. La Licenciatura en Ciencias Sociales es un grado dirigido a las ciencias sociales en particular. Es a menudo más flexible y profundo que otros grados que incluyen materias de ciencias sociales.
En los Estados Unidos, una universidad puede ofrecer a un estudiante que estudia un campo de las ciencias sociales un grado de Bachelor of Arts, particularmente si el campo está entre una de las tradicionales artes liberales como la historia, o un BSc: grado de Bachelor of Science como aquellos proporcionados por la London School of Economics, ya que las ciencias sociales constituyen una de las dos principales ramas de la ciencia (siendo la otra las ciencias naturales). Además, algunas instituciones tienen grados para una ciencia social particular, como el grado de Bachelor of Economics, aunque estos grados especializados son relativamente raros en los Estados Unidos.